# Ischnojoppa melanopyga
Ischnojoppa melanopyga är en stekelart som först beskrevs av Holmgren 1868.  Ischnojoppa melanopyga ingår i släktet Ischnojoppa och familjen brokparasitsteklar. Utöver nominatformen finns också underarten I. m. similis.